# Островска битка
Битката при Острово между византийските и българските войски се провежда в 1041 г. край Островското езеро при градчето Острово в Егейска Македония, днес в границите на Гърция.

## Предистория
В 1040 г. Петър Делян застава начело на въстание срещу византийците и е провъзгласен за цар на България. Той бързо освобождава западните български земи от Белград до Лариса, но на следващата година е предаден от братовчед си Алусиан, който на 10 юни го ослепява и изменнически бяга в Цариград. Както и при предишното завладянане на българские югозападни земи, византийците насочнат удара си по пътя през Воден към Острово-Лерин-Битоля (днес там минава жп-линията Солун – Скопие).

## Ход на битката
Лично византийският император Михаил IV Пафлагон повежда войските на империята срещу ослепения български цар. Макар и незрящ след предателството, цар Петър II Делян застава начело на значително по-малобройни български войски и се изправя срещу навлязлата в българските земи византийска армия при Остров. Българите оказват яростна и изключително ожесточена съпротива и преминават в контраатака. Тогава ромейският боен ред е спасен от повелия напред норманите си византийски наемник и бъдещ норвежки крал Харалд III. Българите са отблъснати от варяжките отряди. Само благодарение „професионалните главорези на бъдещия норвежки крал“ – варвари, стремящите се да попаднат във Валхала като бъдат убити в бой, ромеите успяват да установят контрол над полесражението. С не по-тежки загуби от ромейските българската войска се оттегля от бойното поле в лагера си. Подробностите за самата, явно завършила без решителна победа, но в полза на империята битка остават неясни. 

## Последици
След неутрализиране на българската атака в битката при Острово с внезапна маневра в тил, заобикаляйки останалите след битката главни български сили, император Михаил IV се озовава пред Скопие – в града заради генералната битка е останал малоброен гарнизон и българската столица бързо е превзета.
По примера на Кракра Пернишки Мануил Ивац подготвя българските войски да отбият очаквания ромейски удар откъм Остров и Прилеп, но с бърз марш в дълбокия български тил императорът от Скопие овладява изненадващо Ниш, след което ромейската армия се разделя на две за да възвърне византийския контрол върху Средец и Белград.
Средец е превзет от византийците след тежък ръкопашен бой по улиците, а легендарния ръководител на съпротивата Боян (Ботко, Батил) влиза чрез Кекевмен в скандинавските саги като Бойон. Укреплението Бояна край Средец на този войвода Батил (Ботко, Боян) последно прекратява съпротивата си в 1041 г.
Особено мъжествено се сражават значителни въстанически сили под командването на войводата Мануил Ивац, който укрепва пътищата към Битоля и Прилеп. След пълното овладяване на централните части на тема България, императорската армия се връща в нейния юг – Македония и потегля за Прилеп за да разгроми последните български сили на Мануил Ивац, който е преградил околните теснини, издигайки дървена стена. Ромеите щурмуват стената. В последвалата битка българите са разгромени и Мануил Ивац капитулира.
След тази победа ромеите продължават на юг и обсаждат Воден и Остров, където останалите български части под предводителството на слепия цар Петър II оказват яростна съпротива. В щурма на Остров отново норманите на Харалд Хардрад единствени успяват да победят българите и според едни източници лично Хардрад посича, а според други императорът пленява цар Петър II Делян, който е отведен в Константинопол и затворен в тъмница където вероятно умира малко по-късно, но това източниците не го съобщават, а според трети българският цар накрая се подвизава в последното огнище на съпротива – областта на Средец  и според преданието е погребан в старопланинския манастир „Седемте престола“.
Останалите свободни български крепости в Македония (Охрид, Битоля, Преспа и Дебър) продължават съпротивата, но са опустошени от норманите, които разрушават и гробницата на Свети Ахил в Преспа, въздигната от цар Самуил. Съпротивата на отделни крепости и градове продължава дълго. Всичко това психологически сломява волята за съпротива на част от българските боляри и те, подобно на самуиловите, се покоряват на императора. Последна пада силната българска крепост на Дунава – Белград, мястото откъдето избухва въстанието. Същата година на 10 декември Михаил IV умира.
За решителната си роля в сражението при Воден на Островското езеро и за по-късното разоряване на българските крепости Дебър, Битоля, Охрид, Преспа и накрая на българския царски замък на Острово сред едноименното езеро викингът на византийска служба Харалд Хардрада е възвеличан в скандинавските саги и остава в историята като Опустошителят и разорителят на България. Завърнал се в родината си с такава крупна бойна слава, той в 1046 г. става крал на Норвегия под името Харалд III.

## Втора Островска битка – 1043 г.
В 1043 г. видният пълководец във войската на византийците Георги Маниак вдига бунт срещу империята и напълно разгромява армията на василевса в станалата битка с нея при Острово, но е убит от предател веднага след сражението.